# Gran Premio motociclistico dell'Emilia-Romagna 2024
Il Gran Premio motociclistico dell'Emilia-Romagna 2024 è stata la quattordicesima prova del motomondiale del 2024. Le vittorie nelle tre classi sono andate a: Francesco Bagnaia nella Sprint ed Enea Bastianini nella gara della MotoGP, Celestino Vietti in Moto2, David Alonso in Moto3.
Grazie alla vittoria di Enea Bastianini, la Ducati conquista la sua centesima vittoria in MotoGP, vincendo matematicamente anche il Campionato Costruttori per il quinto anno consecutivo.

## Prove e Qualifiche

### Moto3
Nella sessione di prove libere, il pilota più veloce in pista è Ángel Piqueras, fresco di vittoria, in 1'52"819. Nelle due sessioni di Pre-Qualifiche, è invece David Muñoz che fa segnare il miglior tempo in 1'40"643.
In qualifica, l'ultimo giro lanciato viene rovinato per molti da una bandiera gialla e ne approfitta Taiyo Furusato che conquista la sua prima Pole in carriera, in 1'40"394, davanti a David Alonso; ecco i risultati dei primi cinque classificati:
| Pos | Nº | Pilota         | Team                      | Tempo    |
| --- | -- | -------------- | ------------------------- | -------- |
| 1   | 72 | Taiyo Furusato | Honda Team Asia           | 1'40.394 |
| 2   | 80 | David Alonso   | CFMoto Gaviota Aspar Team | 1'40.453 |
| 3   | 36 | Ángel Piqueras | Leopard Racing            | 1'40.460 |
| 4   | 48 | Iván Ortolá    | MT Helmets - MSi          | 1'40.461 |
| 5   | 82 | Stefano Nepa   | LevelUp - MTA             | 1'40.510 |

### Moto2
In Moto2, nella sessione di prove libere il più veloce in pista è Alonso López con un tempo di 1'39"682. Nelle due sessioni di Pre-Qualifiche, il pilota più veloce in pista è Arón Canet che fa segnare il miglior tempo in 1'35"154.
In qualifica, lo spagnolo si conferma il più veloce conquistando la sua quarta Pole stagionale, in 1'34"935, di soli quattro millesimi davanti a Joe Roberts e di dieci davanti a Tony Arbolino, terzo; ecco i risultati dei primi cinque classificati:
| Pos | Nº | Pilota           | Team                     | Tempo    |
| --- | -- | ---------------- | ------------------------ | -------- |
| 1   | 44 | Arón Canet       | Fantic Racing            | 1'34.935 |
| 2   | 16 | Joe Roberts      | OnlyFans American Racing | 1'34.939 |
| 3   | 14 | Tony Arbolino    | Elf Marc VDS Racing Team | 1'34.945 |
| 4   | 13 | Celestino Vietti | Red Bull KTM Ajo         | 1'34.972 |
| 5   | 96 | Jake Dixon       | CFMoto Inde Aspar Team   | 1'35.230 |

### MotoGP
Álex Rins è costretto a saltare questo weekend di gara a causa della febbre.
Nella prima sessione di prove libere il miglior tempo è fatto segnare da Marc Márquez in 1'32"082. Nella sessione di Pre-qualifica, è Francesco Bagnaia il pilota più veloce in pista facendo segnare il miglior tempo in 1'30"286. Nella seconda sessione di prove libere è invece Pedro Acosta a fa segnare il tempo più veloce in 1'31"451.
Nel Q1 riescono passano il turno Brad Binder e Miguel Oliveira. Nella Q2, la Pole va a Francesco Bagnaia per la seconda volta consecutiva, davanti al rivale Jorge Martín ed al compagno di box Enea Bastianini. Di seguito i risultati delle qualifiche:
| Pos. | Nº | Pilota                | Team                         | Tempo     | Tempo    |
| Pos. | Nº | Pilota                | Team                         | Q1        | Q2       |
| ---- | -- | --------------------- | ---------------------------- | --------- | -------- |
| 1    | 1  | Francesco Bagnaia     | Ducati Lenovo Team           | Già in Q2 | 1'30.031 |
| 2    | 89 | Jorge Martín          | Prima Pramac Racing          | Già in Q2 | 1'30.245 |
| 3    | 23 | Enea Bastianini       | Ducati Lenovo Team           | Già in Q2 | 1'30.564 |
| 4    | 33 | Brad Binder           | Red Bull KTM Factory Racing  | 1'31.070  | 1'30.636 |
| 5    | 31 | Pedro Acosta          | Red Bull GASGAS Tech3        | Già in Q2 | 1'30.731 |
| 6    | 72 | Marco Bezzecchi       | Pertamina Enduro VR46 Racing | Già in Q2 | 1'30.837 |
| 7    | 93 | Marc Márquez          | Gresini Racing               | Già in Q2 | 1'30.880 |
| 8    | 12 | Maverick Viñales      | Aprilia Racing               | Già in Q2 | 1'30.909 |
| 9    | 20 | Fabio Quartararo      | Monster Energy Yamaha        | Già in Q2 | 1'30.921 |
| 10   | 21 | Franco Morbidelli     | Prima Pramac Racing          | Già in Q2 | 1'30.932 |
| 11   | 41 | Aleix Espargaró       | Aprilia Racing               | Già in Q2 | 1'31.037 |
| 12   | 88 | Miguel Oliveira       | Trackhouse Racing            | 1'31.146  | 1'31.114 |
| 13   | 49 | Fabio Di Giannantonio | Pertamina Enduro VR46 Racing | 1'31.285  |          |
| 14   | 25 | Raúl Fernández        | Trackhouse Racing            | 1'31.402  |          |
| 15   | 10 | Luca Marini           | Repsol Honda                 | 1'31.428  |          |
| 16   | 36 | Joan Mir              | Repsol Honda                 | 1'31.450  |          |
| 17   | 5  | Johann Zarco          | Castrol Honda LCR            | 1'31.501  |          |
| 18   | 37 | Augusto Fernández     | Red Bull GASGAS Tech3        | 1'31.554  |          |
| 19   | 43 | Jack Miller           | Red Bull KTM Factory Racing  | 1'31.695  |          |
| 20   | 30 | Takaaki Nakagami      | Idemitsu Honda LCR           | 1'32.061  |          |
| 21   | 73 | Álex Márquez          | Gresini Racing               | 1'32.332  |          |

## Gare

### MotoGP

#### Sprint
Jorge Martín prende subito la testa della corsa, con Francesco Bagnaia che resta però attaccato e sferra l'attacco decisivo andando a vincere la sua quarta Sprint stagionale guadagnando tre punti sullo spagnolo. Terza posizione per Enea Bastianini. Giù dal podio Marc Márquez davanti a Pedro Acosta. Segue il trio composto da Brad Binder sesto, un ottimo Fabio Quartararo in settima posizione e Marco Bezzecchi che chiude ottavo. Si prende l'ultimo punto a disposizione, Franco Morbidelli che chiude in nona posizione. Di seguito i risultati della gara Sprint:

##### Arrivati al traguardo
| Pos. | Nº | Pilota                | Squadra                      | Motocicletta       | Giri | Tempo     | Griglia | Punti |
| ---- | -- | --------------------- | ---------------------------- | ------------------ | ---- | --------- | ------- | ----- |
| 1º   | 1  | Francesco Bagnaia     | Ducati Lenovo Team           | Ducati Desmosedici | 13   | 19'50"237 | 1º      | 12    |
| 2º   | 89 | Jorge Martín          | Prima Pramac Racing          | Ducati Desmosedici | 13   | +0.285    | 2º      | 9     |
| 3º   | 23 | Enea Bastianini       | Ducati Lenovo Team           | Ducati Desmosedici | 13   | +1.319    | 3º      | 7     |
| 4º   | 93 | Marc Márquez          | Gresini Racing               | Ducati Desmosedici | 13   | +5.386    | 7º      | 6     |
| 5º   | 31 | Pedro Acosta          | Red Bull GASGAS Tech3        | KTM RC16           | 13   | +6.580    | 5º      | 5     |
| 6º   | 33 | Brad Binder           | Red Bull KTM Factory Racing  | KTM RC16           | 13   | +8.143    | 4º      | 4     |
| 7º   | 20 | Fabio Quartararo      | Monster Energy Yamaha        | Yamaha YZR-M1      | 13   | +8.405    | 9º      | 3     |
| 8º   | 72 | Marco Bezzecchi       | Pertamina Enduro VR46 Racing | Ducati Desmosedici | 13   | +8.695    | 6º      | 2     |
| 9º   | 21 | Franco Morbidelli     | Prima Pramac Racing          | Ducati Desmosedici | 13   | +9.271    | 10º     | 1     |
| 10º  | 12 | Maverick Viñales      | Aprilia Racing               | Aprilia RS-GP      | 13   | +9.538    | 8º      |       |
| 11º  | 88 | Miguel Oliveira       | Trackhouse Racing            | Aprilia RS-GP      | 13   | +11.542   | 12º     |       |
| 12º  | 41 | Aleix Espargaró       | Aprilia Racing               | Aprilia RS-GP      | 13   | +12.049   | 11º     |       |
| 13º  | 73 | Álex Márquez          | Gresini Racing               | Ducati Desmosedici | 13   | +12.566   | 21º     |       |
| 14º  | 43 | Jack Miller           | Red Bull KTM Factory Racing  | KTM RC16           | 13   | +19.411   | 19º     |       |
| 15º  | 10 | Luca Marini           | Repsol Honda                 | Honda RC213V       | 13   | +20.101   | 15º     |       |
| 16º  | 5  | Johann Zarco          | Castrol Honda LCR            | Honda RC213V       | 13   | +20.598   | 17º     |       |
| 17°  | 25 | Raúl Fernández        | Trackhouse Racing            | Aprilia RS-GP      | 13   | +20.742   | 14°     |       |
| 18°  | 49 | Fabio Di Giannantonio | Pertamina Enduro VR46 Racing | Ducati Desmosedici | 13   | +22.819   | 13°     |       |
| 19°  | 30 | Takaaki Nakagami      | LCR Honda Idemitsu           | Honda RC213V       | 13   | +25.394   | 20°     |       |
| 20°  | 37 | Augusto Fernández     | Red Bull GASGAS Tech3        | KTM RC16           | 13   | +25.431   | 18°     |       |
| 21°  | 36 | Joan Mir              | Repsol Honda                 | Honda RC213V       | 13   | +27.208   | 16°     |       |

#### Gara
Francesco Bagnaia riesce a tenere la testa della gara alla partenza ma solo per pochi giri prima di venire superato da Jorge Martín ed Enea Bastianini che scappano e nel tentativo di recuperarli, il Campione del Mondo cade buttando all'aria molti punti preziosi. Bastianini tiene il passo dello spagnolo restando attaccato e negli ultimi giri tenta l'attacco, riuscendo a portarlo a termine all'inizio dell'ultimo giro con i due che si toccano in un contatto però regolare, con il numero 23 che vince la sua seconda gara stagionale. Gradino più basso del podio per Marc Márquez. Grande prestazione di Marco Bezzecchi che chiude quarto davanti a Franco Morbidelli, in rimonta. Torna a conquistare punti dopo un periodo complicato, Maverick Viñales che chiude sesto. Settimo a causa di un errore all'ultimo giro Fabio Quartararo, comunque al suo miglior weekend stagionale. Ottavo Aleix Espargaró seguito da Álex Márquez e Miguel Oliveira, che chiude la Top 10. Miglior risultato stagionale per la Repsol Honda che chiude in undicesima posizione con Joan Mir e in dodicesima posizione con Luca Marini, per la seconda volta stagionale a punti. Tredicesimo Raúl Fernández davanti a Fabio Di Giannantonio e chiude la zona punti Johann Zarco. Di seguito i risultati della gara:

##### Arrivati al traguardo
| Pos. | Nº | Pilota                | Squadra                      | Motocicletta       | Giri | Tempo     | Griglia | Punti |
| ---- | -- | --------------------- | ---------------------------- | ------------------ | ---- | --------- | ------- | ----- |
| 1º   | 23 | Enea Bastianini       | Ducati Lenovo                | Ducati Desmosedici | 27   | 41'14"653 | 3º      | 25    |
| 2º   | 89 | Jorge Martín          | Prima Pramac Racing          | Ducati Desmosedici | 27   | +5.002    | 2º      | 20    |
| 3º   | 93 | Marc Márquez          | Gresini Racing               | Ducati Desmosedici | 27   | +7.848    | 7º      | 16    |
| 4º   | 72 | Marco Bezzecchi       | Pertamina Enduro VR46 Racing | Ducati Desmosedici | 27   | +9.200    | 6º      | 13    |
| 5º   | 21 | Franco Morbidelli     | Prima Pramac Racing          | Ducati Desmosedici | 27   | +13.601   | 10º     | 11    |
| 6º   | 12 | Maverick Viñales      | Aprilia Racing               | Aprilia RS-GP      | 27   | +15.484   | 8º      | 10    |
| 7º   | 20 | Fabio Quartararo      | Monster Energy Yamaha        | Yamaha YZR-M1      | 27   | +20.922   | 9º      | 9     |
| 8º   | 41 | Aleix Espargaró       | Aprilia Racing               | Aprilia RS-GP      | 27   | +22.795   | 11º     | 8     |
| 9º   | 73 | Álex Márquez          | Gresini Racing               | Ducati Desmosedici | 27   | +27.704   | 21º     | 7     |
| 10º  | 88 | Miguel Oliveira       | Trackhouse Racing            | Aprilia RS-GP      | 27   | +31.891   | 12º     | 6     |
| 11º  | 36 | Joan Mir              | Repsol Honda                 | Honda RC213V       | 27   | +33.062   | 16º     | 5     |
| 12º  | 10 | Luca Marini           | Repsol Honda                 | Honda RC213V       | 27   | +35.411   | 15º     | 4     |
| 13º  | 25 | Raúl Fernández        | Trackhouse Racing            | Aprilia RS-GP      | 27   | +36.335   | 14º     | 3     |
| 14º  | 49 | Fabio Di Giannantonio | Pertamina Enduro VR46 Racing | Ducati Desmosedici | 27   | +37.395   | 13º     | 2     |
| 15º  | 5  | Johann Zarco          | Castrol Honda LCR            | Honda RC213V       | 27   | +38.909   | 17º     | 1     |
| 16º  | 43 | Jack Miller           | Red Bull KTM Factory Racing  | KTM RC16           | 27   | +40.454   | 19º     |       |
| 17º  | 30 | Takaaki Nakagami      | Idemitsu Honda LCR           | Honda RC213V       | 27   | +46.394   | 20º     |       |
| 18º  | 37 | Augusto Fernández     | Red Bull GASGAS Tech3        | KTM RC16           | 27   | +47.755   | 18º     |       |
| 19º  | 33 | Brad Binder           | Red Bull KTM Factory Racing  | KTM RC16           | 27   | +85.918   | 4º      |       |

##### Ritirati
| Nº | Pilota            | Squadra               | Motocicletta       | Giri | Griglia |
| -- | ----------------- | --------------------- | ------------------ | ---- | ------- |
| 1  | Francesco Bagnaia | Ducati Lenovo         | Ducati Desmosedici | 20   | 1º      |
| 31 | Pedro Acosta      | Red Bull GASGAS Tech3 | KTM RC16           | 8    | 5º      |

### Moto2
Già dai primi si staccano dal resto del gruppo Arón Canet, Celestino Vietti e Tony Arbolino, con quest'ultimo che tiene per quasi tutta la durata della gara la prima posizione e, arrivati all'ultimo giro, è costretto a cedere la vittoria a causa di un errore in curva, con Canet che prende la leadership a due curve dalla fine ma viene sorpreso da Vietti che lo passa nel rettilineo finale e va a vincere la sua seconda gara stagionale di soli 29 millesimi sullo spagnolo, che diventa così il pilota con più secondi posti nella storia della Moto2. Chiude il podio uno sfortunato Arbolino, ma autore di una splendida gara. Quarta posizione per Ai Ogura che incrementa il suo vantaggio in cima alla classifica visto la caduta di Sergio García. Quinta posizione per Fermín Aldeguer seguito da Joe Roberts. Ottima settima posizione per Senna Agius tallonato da Marcos Ramírez. Nono Alonso López portandosi dietro Filip Salač e Manuel González. Buona gara da parte di Dennis Foggia dodicesimo che chiude davanti ad Izan Guevara. Mentre chiudono la zona punti Somkiat Chantra e Jeremy Alcoba. Di seguito i risultati della gara:

#### Arrivati al traguardo
| Pos | Nº | Pilota           | Squadra                        | Motocicletta | Giri | Tempo     | Griglia | Punti |
| --- | -- | ---------------- | ------------------------------ | ------------ | ---- | --------- | ------- | ----- |
| 1°  | 13 | Celestino Vietti | Red Bull KTM Ajo               | Kalex        | 22   | 35'14"240 | 4º      | 25    |
| 2°  | 44 | Arón Canet       | Fantic Racing                  | Kalex        | 22   | +0.029    | 1º      | 20    |
| 3°  | 14 | Tony Arbolino    | Elf Marc VDS Racing Team       | Kalex        | 22   | +1.921    | 3º      | 16    |
| 4°  | 79 | Ai Ogura         | MT Helmets - MSi               | B-24         | 22   | +2.900    | 7º      | 13    |
| 5°  | 54 | Fermín Aldeguer  | MB Conveyors Speed Up          | B-24         | 22   | +4.491    | 6º      | 11    |
| 6°  | 16 | Joe Roberts      | OnlyFans American Racing Team  | Kalex        | 22   | +9.807    | 2º      | 10    |
| 7°  | 81 | Senna Agius      | Liqui Moly Husqvarna Intact GP | Kalex        | 22   | +12.509   | 11º     | 9     |
| 8°  | 24 | Marcos Ramírez   | OnlyFans American Racing Team  | Kalex        | 22   | +12.934   | 10º     | 8     |
| 9°  | 21 | Alonso López     | MB Conveyors Speed Up          | B-24         | 22   | +14.086   | 17º     | 7     |
| 10° | 12 | Filip Salač      | Elf Marc VDS Racing Team       | Kalex        | 22   | +16.055   | 12º     | 6     |
| 11° | 18 | Manuel González  | QJMotor Gresini Moto2          | Kalex        | 22   | +16.465   | 15º     | 5     |
| 12° | 71 | Dennis Foggia    | Italtrans Racing Team          | Kalex        | 22   | +18.651   | 9º      | 4     |
| 13° | 28 | Izan Guevara     | CFMoto Inde Aspar Team         | Kalex        | 22   | +19.490   | 24º     | 3     |
| 14° | 35 | Somkiat Chantra  | Idemitsu Honda Team Asia       | Kalex        | 22   | +22.401   | 18º     | 2     |
| 15° | 52 | Jeremy Alcoba    | Yamaha VR46 Master Camp Team   | Kalex        | 22   | +23.042   | 23º     | 1     |
| 16° | 15 | Darryn Binder    | Liqui Moly Husqvarna Intact GP | Kalex        | 22   | +23.441   | 20º     |       |
| 17° | 75 | Albert Arenas    | QJMotor Gresini Moto2          | Kalex        | 22   | +23.548   | 14º     |       |
| 18° | 7  | Barry Baltus     | RW-Idrofoglia Racing GP        | Kalex        | 22   | +24.393   | 16º     |       |
| 19° | 22 | Ayumu Sasaki     | Yamaha VR46 Master Camp Team   | Kalex        | 22   | +37.565   | 22º     |       |
| 20° | 17 | Daniel Muñoz     | Preicanos Racing Team          | Kalex        | 22   | +39.279   | 29º     |       |
| 21° | 34 | Mario Aji        | Idemitsu Honda Team Asia       | Kalex        | 22   | +40.346   | 26º     |       |
| 22° | 43 | Xavier Artigas   | Klint Forward Factory Team     | Forward      | 22   | +50.153   | 31º     |       |
| 23° | 20 | Xavier Cardelús  | Fantic Racing                  | Kalex        | 22   | +52.487   | 30º     |       |
| 24° | 11 | Álex Escrig      | Klint Forward Factory Team     | Forward      | 22   | +52.728   | 28º     |       |

#### Ritirati
| Nº | Pilota                  | Squadra                 | Motocicletta | Giri | Griglia |
| -- | ----------------------- | ----------------------- | ------------ | ---- | ------- |
| 23 | Matteo Ferrari          | QJMotor Gresini Moto2   | Kalex        | 16   | 25º     |
| 84 | Zonta van den Goorbergh | RW-Idrofoglia Racing GP | Kalex        | 8    | 8º      |
| 96 | Jake Dixon              | CFMoto Inde Aspar Team  | Kalex        | 5    | 5º      |
| 3  | Sergio García           | MT Helmets - MSi        | B-24         | 5    | 13º     |
| 5  | Jaume Masiá             | Preicanos Racing Team   | Kalex        | 4    | 21º     |
| 51 | Deniz Öncü              | Red Bull KTM Ajo        | Kalex        | 3    | 27º     |

#### Non partito
| Nº | Pilota        | Squadra               | Motocicletta | Griglia |
| -- | ------------- | --------------------- | ------------ | ------- |
| 10 | Diogo Moreira | Italtrans Racing Team | Kalex        | 19º     |

### Moto3
Ottava vittoria stagionale per David Alonso sempre più vicino alla conquista del Mondiale, davanti ad Ángel Piqueras che conferma la sua ottima forma su questa pista. Chiude terzo Collin Veijer grazie alla penalità di una posizione di Daniel Holgado per non aver rispettato i track limits, finendo dunque quarto. Quinta posizione per Iván Ortolá seguito da Luca Lunetta, migliore degli italiani, e Joel Kelso. Ottava posizione per Adrián Fernández che chiude davanti al trio composto da Matteo Bertelle che ha la meglio su José Antonio Rueda e Tatsuki Suzuki. Dodicesima posizione per Filippo Farioli, poi il poleman Taiyo Furusato seguito da Stefano Nepa e Ryusei Yamanaka che chiude la zona punti. Di seguito i risultati della gara:

#### Arrivati al traguardo
| Pos | Nº | Pilota               | Squadra                        | Motocicletta  | Giri | Tempo     | Griglia | Punti |
| --- | -- | -------------------- | ------------------------------ | ------------- | ---- | --------- | ------- | ----- |
| 1°  | 80 | David Alonso         | CFMoto Gaviota Aspar Team      | CFMoto        | 20   | 33'53"212 | 2º      | 25    |
| 2°  | 36 | Ángel Piqueras       | Leopard Racing                 | Honda NSF250R | 20   | +0.175    | 3º      | 20    |
| 3°  | 95 | Collin Veijer        | Liqui Moly Husqvarna Intact GP | Husqvarna     | 20   | +0.367    | 6º      | 16    |
| 4°  | 96 | Daniel Holgado       | Red Bull GASGAS Tech3          | KTM RC 250 GP | 20   | +0.295    | 11º     | 13    |
| 5°  | 48 | Iván Ortolá          | MT Helmets - MSi               | KTM RC 250 GP | 20   | +2.963    | 4º      | 11    |
| 6°  | 58 | Luca Lunetta         | SIC58 Squadra Corse            | Honda NSF250R | 20   | +4.550    | 12º     | 10    |
| 7°  | 66 | Joel Kelso           | BOE Motorsports                | KTM RC 250 GP | 20   | +4.722    | 10º     | 9     |
| 8°  | 31 | Adrián Fernández     | Leopard Racing                 | Honda NSF250R | 20   | +5.574    | 7º      | 8     |
| 9°  | 18 | Matteo Bertelle      | Kopron Rivacold Snipers Team   | Honda NSF250R | 20   | +5.968    | 14º     | 7     |
| 10° | 99 | José Antonio Rueda   | Red Bull KTM Ajo               | KTM RC 250 GP | 20   | +6.012    | 9º      | 6     |
| 11° | 24 | Tatsuki Suzuki       | Liqui Moly Husqvarna Intact GP | Husqvarna     | 20   | +6.043    | 17º     | 5     |
| 12° | 7  | Filippo Farioli      | SIC58 Squadra Corse            | Honda NSF250R | 20   | +9.258    | 13º     | 4     |
| 13° | 72 | Taiyo Furusato       | Honda Team Asia                | Honda NSF250R | 20   | +11.554   | 1º      | 3     |
| 14° | 82 | Stefano Nepa         | LevelUp - MTA                  | KTM RC 250 GP | 20   | +12.998   | 5º      | 2     |
| 15° | 6  | Ryusei Yamanaka      | MT Helmets - MSi               | KTM RC 250 GP | 20   | +15.479   | 15º     | 1     |
| 16° | 10 | Nicola Fabio Carraro | LevelUp - MTA                  | KTM RC 250 GP | 20   | +17.275   | 21º     |       |
| 17° | 22 | David Almansa        | Kopron Rivacold Snipers Team   | Honda NSF250R | 20   | +18.967   | 18º     |       |
| 18° | 19 | Scott Ogden          | FleetSafe Honda - MLav Racing  | Honda NSF250R | 20   | +19.296   | 16º     |       |
| 19° | 85 | Xabi Zurutuza        | Red Bull KTM Ajo               | KTM RC 250 GP | 20   | +30.796   | 23º     |       |
| 20° | 78 | Joel Esteban         | CFMoto Gaviota Aspar Team      | CFMoto        | 20   | +30.811   | 22º     |       |
| 21° | 12 | Jacob Roulstone      | Red Bull GASGAS Tech3          | KTM RC 250 GP | 20   | +31.213   | 19º     |       |
| 22° | 55 | Noah Dettwiler       | CIP Green Power                | KTM RC 250 GP | 20   | +34.722   | 25º     |       |
| 23° | 54 | Riccardo Rossi       | CIP Green Power                | KTM RC 250 GP | 20   | +58.861   | 20º     |       |

#### Ritirati
| Nº | Pilota            | Squadra         | Motocicletta  | Giri | Griglia |
| -- | ----------------- | --------------- | ------------- | ---- | ------- |
| 64 | David Muñoz       | BOE Motorsports | KTM RC 250 GP | 9    | 8º      |
| 5  | Tatchakorn Buasri | Honda Team Asia | Honda NSF250R | 2    | 26º     |

#### Non partiti
| Nº | Pilota        | Squadra                       | Motocicletta  | Griglia |
| -- | ------------- | ----------------------------- | ------------- | ------- |
| 21 | Vicente Pérez | FleetSafe Honda - MLav Racing | Honda NSF250R | 24º     |